# Stazione di Isola del Cantone
Stazione di Isola del Cantone vasútállomás Olaszországban, Isola del Cantone településen.

## Vasútvonalak
Az állomást az alábbi vasútvonalak érintik:
- Torino–Genova-vasútvonal
- Torino–Genova-vasútvonal

## Kapcsolódó állomások
A vasútállomáshoz az alábbi állomások vannak a legközelebb:
- Stazione di Pietrabissara
- Stazione di Ronco Scrivia